# رودريك وايت
رودريك وايت (بالإنجليزية: Roderick White)‏ هو سياسي أمريكي، ولد في 23 يونيو 1814، وتوفي في 26 مايو 1856. حزبياً، نشط في الحزب الجمهوري. وقد انتخب عضو جمعية ولاية نيويورك وانتخب عضو مجلس ولاية نيويورك.